# 水潜寺

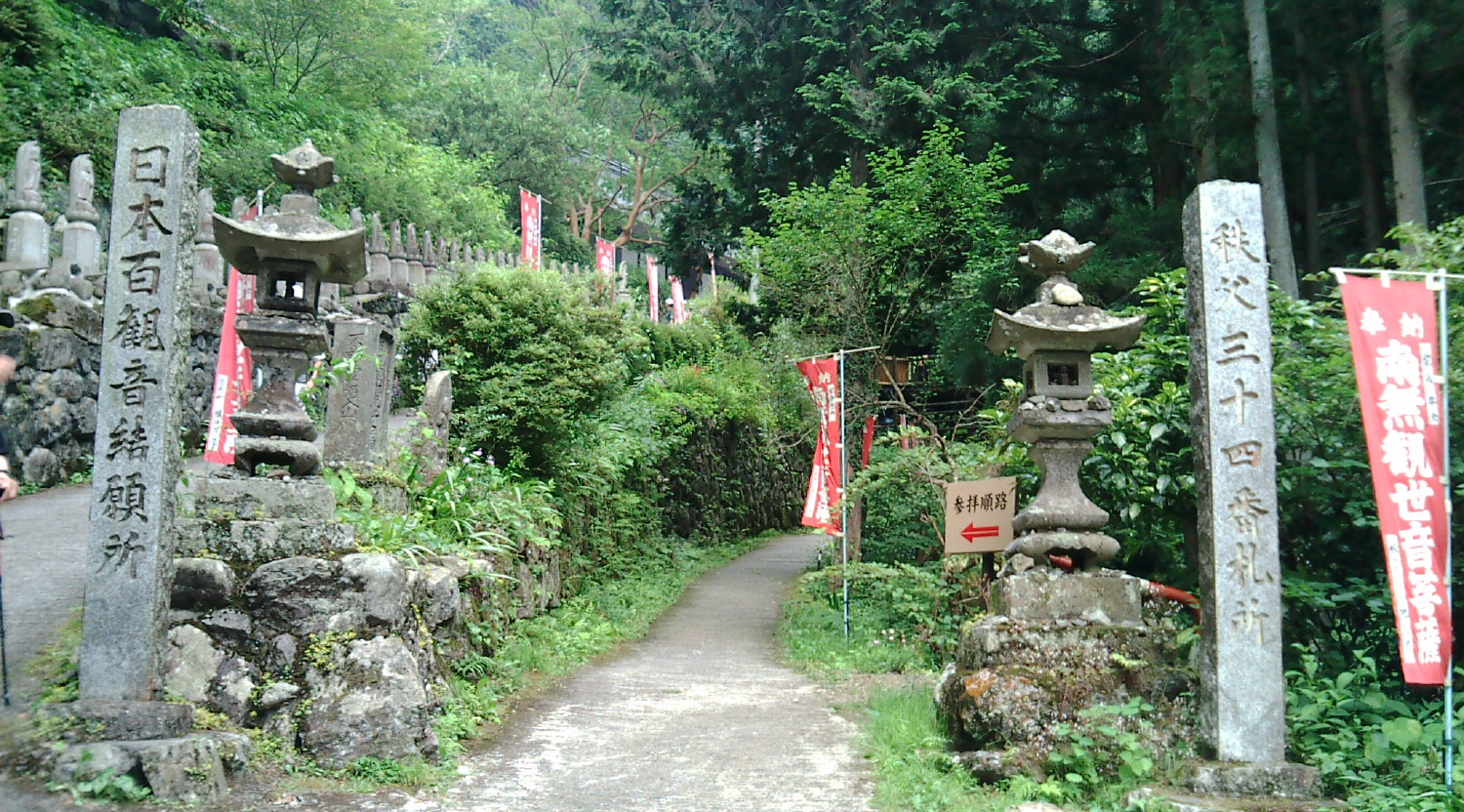
境内入口

水潜寺（すいせんじ）は埼玉県秩父郡皆野町にある曹洞宗の寺院で、山号は日沢山と号する。本尊は千手観世音菩薩。
秩父札所三十四観音霊場および日本百観音霊場の「結願」の寺である。観音堂近くに水潜りの岩屋という岩窟があり「長命水」という水が湧いている。
本尊真言：おん ばざら たらま きりく
ご詠歌：萬代の願ひをここに納めおく 苔の下より出づる水かな

## 文化財
皆野町の町指定史跡となっている。

## 交通アクセス
- 皆野駅より皆野町営バス「西立沢ゆき」にて「札所前」下車 徒歩3分

## 前後の札所
秩父札所（江戸巡礼古道）
33 菊水寺 -- (15.6km：札立峠経由)-- 34 水潜寺（結願）